# Lojni ruj
Lojni ruj (lojno drvo, lat. Toxicodendron succedaneum, sin. Rhus succedanea), vrsta korisnog otrovonog drveta ili grma iz porodice rujevki, nekada uključivan rodu ruj (Rhus), a danas rodu Toxicodendron.
Može narasti do 8 metara visine, a raste po tropskim i umjerenim krajevima Azije, Kina, Japan, Tajvan, Vijetnam, Laos, i drugdje, uvezen i na Kubu. Služi u proizvodnji laka (u slikarstvu sơn mài) i voska.